# پتیت سالین
پتیت سالین (به فرانسوی: Petite Saline) یک منطقهٔ مسکونی فرانسه است که در سن بارتلمی کارائیب واقع شده‌است. پتیت سالین در قسمت مرکزی جزیره واقع شده‌است.